# Les Esclaves
Les Esclaves est le deuxième tome de la série de bande dessinée Simon du Fleuve. Il est scénarisé, dessiné et colorisé par Claude Auclair

## Personnages
- Simon du Fleuve
- Igaal, chef du clan des Centaures

## Synopsis
Faisant suite à la première histoire (Le Clan des Centaures), c'est la seconde histoire des aventures de Simon du Fleuve.
Le campement des Centaures est bombardé par ceux des cités et Simon découvre tardivement l'ampleur des dégâts. Il cherche des survivants et finit par en trouver en direction non pas des cités mais de carrières et des mines qui sont utilisées par les hommes des cités. Le but de Simon et de ses camarades est de pouvoir réussir à faire évader les prisonniers, utilisés comme des esclaves.